# Carmel Quintet
Het Carmel Quintet is een Nederlandse muziekgroep die verschillende cd's uitbracht, concerten geeft en bijeenkomsten muzikaal omlijst met klezmer, Joodse muziek, maar ook met onder andere de evergreen, de chanson en het Nederlandse levenslied.
'Carmel Music' begon als duo in 1974 met Doron Peper en Freek van Driest. Dit duo treedt nog steeds op, ook wel aangevuld met de toetsenist Jos Muller als trio. In zijn volle hoedanigheid is er sprake van het Carmel Quintet (exclusief F. van Driest).
De naam van de groep is afgeleid van het Karmelgebergte in Israël, de geboorteplaats van een van de leden.
De muziekgroep verzorgt vaak de muzikale omlijsting van joodse partijen, zoals een bar mitswa-feest of een choepa (bruiloft) in binnen- en buitenland. Daarnaast geeft Carmel regelmatig concerten. 
Zij maken onder andere gebruik van klarinet, saxofoon, piano, gitaar, viool, slagwerk en contrabas.

## Discografie
Van het Carmel Quintet zijn de volgende cd's verschenen:
- “Al Kol Ele” (Of All These Things) – Carmel Duo (1991)
- “Ich Hob Dich Lib” – Carmel Quintet (2001)
- “Op de Vleugels van de Wind‘ – Doron Peper (1993)